# Schilde (Belgique)
Pour les articles homonymes, voir Schilde.
Schilde est une commune néerlandophone de Belgique située en Région flamande dans la province d'Anvers.
La commune de Schilde est née de la fusion des anciennes communes de Schilde et de 's-Gravenwezel

## Héraldique
|  | La commune possède des armoiries qui lui ont été octroyées le 12 octobre 1876 et à nouveau le 16 septembre 1981. Les anciennes armoiries sont identiques à celles de la famille Van de Werve. À la fin du XVIIe siècle, la famille Van de Werve acquit le domaine de Schilde. Le conseil communal a commencé à utiliser les armoiries de la famille comme armoiries du village au XVIIIe siècle. Même si cela n’a pas été accordé, le village a utilisé les armoiries complètes de la famille Van de Werve, y compris ses supports et sa couronne (voir aussi Lichtaart et Vorselaar). Dans les nouvelles armoiries, un écu avec les armoiries de 's Gravenwezel a été ajouté. . Blasonnement : Écartelé au premier et au quatrième d'or au sanglier passant de sable; au deuxième et troisième, de sable à trois chevrons d'argent. L'écu de cœur : de gueules un chevron d'argent, accompagné de trois roses de même. (Traduction libre) Source du blasonnement : Heraldy of the World. |

## Géographie

### Sections de la commune
| # | Section        | Superf. (km²) | Habitants (2020) | Habitants par km² | Code INS |
| - | -------------- | ------------- | ---------------- | ----------------- | -------- |
| 1 | Schilde        | 21,05         | 13.429           | 638               | 11039A   |
| 2 | 's-Gravenwezel | 15,05         | 6.441            | 428               | 11039B   |

### Localités
- Schilde: le hameau Schilde-Bergen.

### Communes limitrophes
|                     | Brecht  |         |
| Schoten             | Schilde | Zoersel |
| Wijnegem, Wommelgem | Ranst   |         |

## Démographie

### Évolution démographique: Avant la fusion des communes
- Sources : INS, Rem. : 1806 jusqu'en 1970 = recensements, 1976 = nombre d'habitants au 31 décembre[3].

### Évolution démographique: Commune fusionnée
En tenant compte des anciennes communes entraînées dans la fusion de communes de 1977, on peut dresser l'évolution suivante
- Source : DGS - Remarque: 1806 jusqu'à 1981=recensement; depuis 1990=nombre d'habitants chaque 1er janvier[4]